# Lorenz Nieberl
Lorenz Nieberl (ur. 7 czerwca 1919 w Monachium, zm. 12 kwietnia 1968) – niemiecki bobsleista, dwukrotny złoty medalista olimpijski z Oslo.

## Kariera sportowa
Reprezentował barwy RFN. Na igrzyskach startował dwukrotnie (IO 52, IO 56), największy sukces w karierze odnosząc w roku 1952, kiedy to z Andreasem Ostlerem triumfował w dwójkach. Obaj wchodzili także w skład zwycięskiej niemieckiej czwórki. Czterokrotnie stawał na podium mistrzostw świata, w 1951 sięgając po dwa złota (z Ostlerem).